# Chacchobén

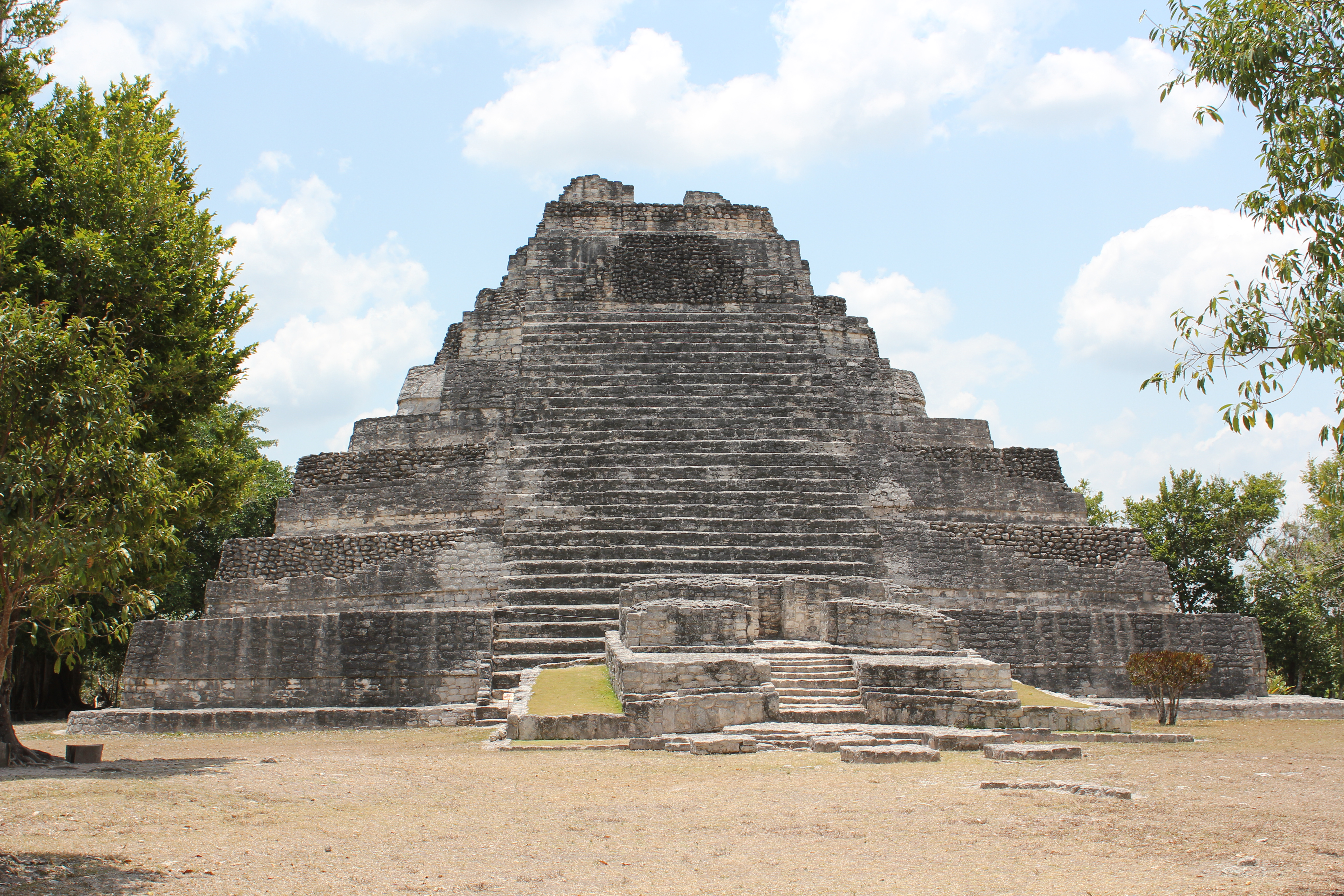
Pirámide del Gran Basamento, o Templo I.

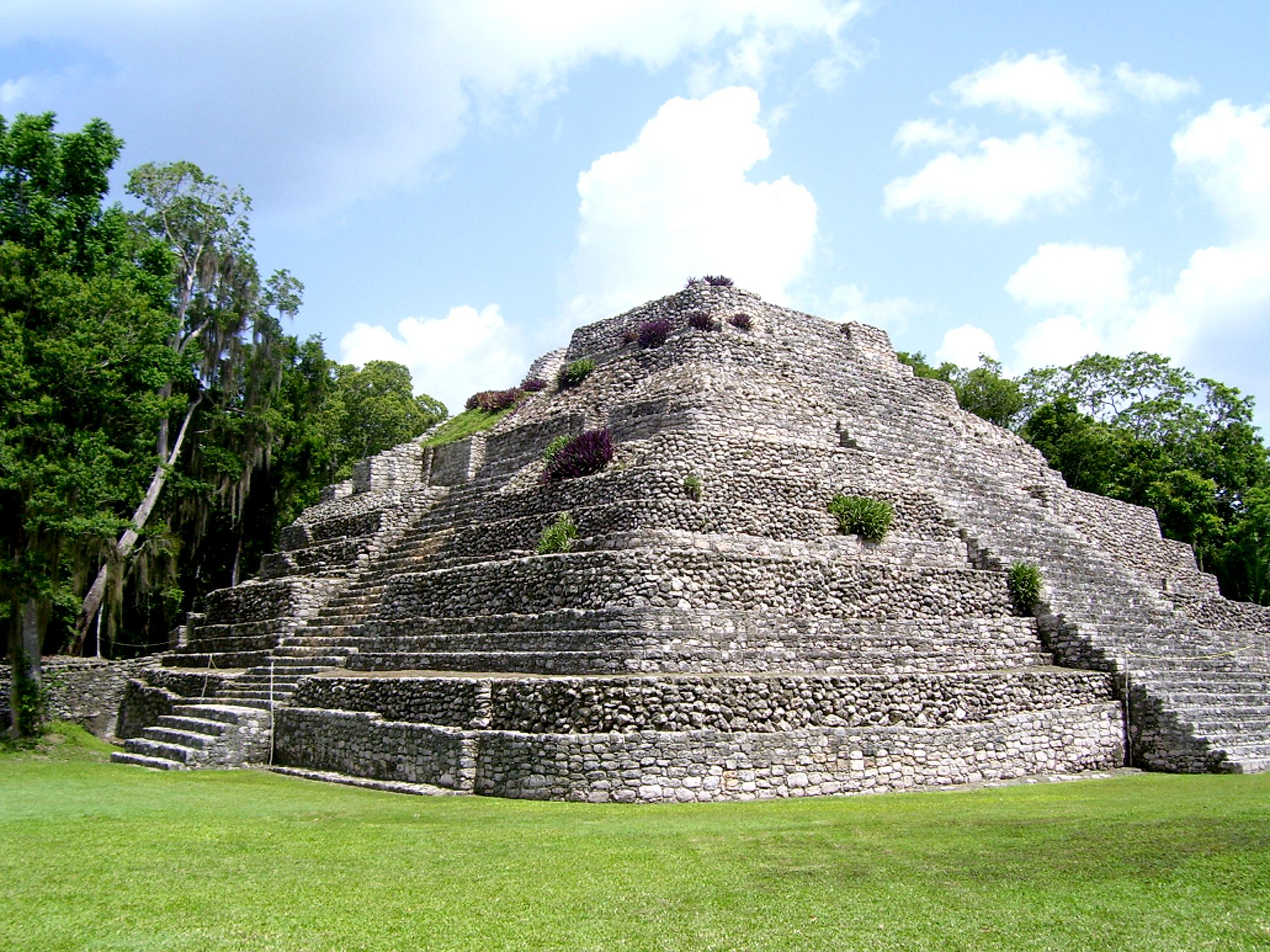
Edificio 24 de la zona arqueológica.

Chacchobén es un yacimiento arqueológico maya ubicado cerca del homónimo poblado de Chacchobén, a 70 km de la ciudad mexicana de Chetumal. Al no haber evidencias epigrafia acerca del nombre original del sitio, se utiliza el del Ejido donde se ubica, el cual hace alusión al "maíz colorado". El sitio corresponde al asentamiento de mayor tamaño hasta la fecha reportado en el área conocida como Región de los Lagos.

## Como llegar
Chacchobén se encuentra a 9 kilómetros de la desviación existente en la Carretera Federal número 307 Chetumal-Cancún y en el margen izquierdo de la Carretera Federal número 297, conocida coloquialmente como "vía corta a Mérida".

## Historia y descripción del sitio
La exploración del asentamiento comenzó en 1994 y a la fecha se han intervenido y consolidado algunos de los edificios más importantes que conforman el núcleo del asentamiento, el cual se extiende en un área aproximada de 70 hectáreas donde se distribuyen conjuntos de estructuras de diferentes rangos entre los que sobresalen los conjuntos denominados Gran Basamento, las Vías y el Grupo II, mismo que incluye al edificio de mayor altura del asentamiento. El carácter de los grupos arquitectónicos corresponde fundamentalmente al cívico y religioso, funciones que se confirman por la gran cantidad de incensarios tardíos recuperados en la parte superior del Gran Basamento y en los dos edificios principales que lo coronan, los cuales corresponden a templos.
Es muy probable que los primeros habitantes de la región se establecieran durante el periodo Preclásico Tardío (200 antes de Cristo), en pequeños caseríos alrededor de los cuerpos de agua perennes, como la Laguna del Ocho y la de Chacchoben; sin embargo, es hasta el Clásico Temprano, cuando el sitio se desarrolló monumentalmente y se erigieron los principales edificios de carácter público. No obstante que durante los períodos subsiguientes, establecidos por la arqueología, el asentamiento continuó habitado, la actividad constructiva mayor parece haber decrecido alrededor del año 700 después de Cristo, culminando posteriormente con su virtual abandono, para ser nuevamente poblado, aunque parcialmente, durante el periodo Posclásico Tardío, fecha a la que corresponde la gran cantidad de fragmentos de incensarios efigie que se han recuperado.
Actualmente (2017) solamente se han encontrado dos estelas con inscripciones jeroglíficas pero ambas presentan textos erosionados e ilegibles, por lo que existe la suposición de que Chacchobén fue un sitio mayor vinculado a alguna capital regional del área del Petén, idea que es reforzada por el estilo de la arquitectura del sitio. Este presenta esquinas remetidas de los paños en los edificios más tempranos y redondeadas en los de construcción posterior con el típico arreglo de zócalo, entre calle y talud en delantal, así como también, los materiales a la fecha recuperados, que presentan una clara similitud con los documentados en sitios del norte de Belice más que con sitios del norte yucateco.